# NGC 6119
NGC 6119 is een spiraalvormig sterrenstelsel in het sterrenbeeld Noorderkroon. Het hemelobject werd op 27 april 1827 ontdekt door de Engelse astronoom John Herschel.

## Synoniemen
- MCG 6-36-26
- ZWG 196.40
- KUG 1617+379
- PGC 57837